# 天山雪
《天山雪》（英語：Snow of Tianshan Mountain），导演和编剧都是张辉，主演杨圣文、胡晓光、杨萌、王劲松。

## 剧情
1976年，这年毛泽东去世了，毛泽东发起的文化大革命也即将被终止，华国锋、叶剑英一举粉碎了四人帮，社会终于安定下来，在遥远的边疆新疆维吾尔自治区，马洪光、孔小雪、马天山、陈毓秀等人的命运却纠缠在了一起。

## 演出
- 杨圣文 出演 孔小雪
- 胡晓光 出演 马洪光
- 杨萌 出演 陈毓秀
- 王劲松 出演 马天山

## 奖项
| 年份 | 奖项                 | 奖项系别           | 是否得奖 | 备注 |
| ---- | -------------------- | ------------------ | -------- | ---- |
| 2009 | 第一届澳门国际电影节 | 金莲花奖最佳导演   | 提名     |      |
| 2009 | 第一届澳门国际电影节 | 金莲花奖最佳女配角 | 獲獎     |      |
| 2009 | 第一届澳门国际电影节 | 金莲花奖最佳男配角 | 獲獎     |      |